# Charles de La Verpillière
Pour les articles homonymes, voir La Verpillière.
Charles de La Verpillière, né le 31 mai 1954 à Bourg-en-Bresse (Ain), est un homme politique français, ancien député de la deuxième circonscription de l'Ain de 2007 à 2022. Membre des Républicains, il préside le Conseil général de l'Ain de 2004 à 2008, année où la forte progression de la gauche aux cantonales le contraint à céder son siège au socialiste Rachel Mazuir. Il est par ailleurs conseiller d'État.
Il est le fils de Guy de La Verpillière, également homme politique de l'Ain.

## Biographie
Ancien élève de l’École nationale d'administration (promotion Michel de l'Hospital, 1977-1979), il entre au Conseil d'État dont il est secrétaire général adjoint de 1982 à 1986 et maître des requêtes de 1984 à 1996.
Conseiller général du canton de Lagnieu depuis 1988, vice-président (1992-2004) puis président du Conseil général de 2004 à 2008, il est aussi maire de Lagnieu de 1995 à 2004.
Il est également suppléant de Lucien Guichon, député de l’Ain, de 1993 à 1997. 
Candidat de l'UMP aux élections législatives de juin 2007 dans la deuxième circonscription de l'Ain pour succéder à Lucien Guichon, il est élu dès le premier tour avec 53,24 % des voix (XIIIe législature 2007-2012). Il est réélu au deuxième tour lors des élections législatives de 2012 en obtenant 44,31 % des voix dans une triangulaire qui l'oppose au candidat dissident exclu du PS  Michel Raymond (38,76 % des voix) et au candidat du rassemblement Bleu Marine Olivier Eyraud (16,93 % des voix).
Aux élections départementales de 2015, associé à Viviane Vaudray, il est élu conseiller départemental avec 67,01 % des suffrages face au binôme du Front national constitué par Annick Prieur et Georges Sigrist.
À l'Assemblée nationale, le 17 novembre 2015, quatre jours après les attentats à Paris et Saint-Denis il est le premier à interpeller le Premier Ministre qui répondait à une question sur la riposte du gouvernement au « terrorisme de guerre ». Son intervention sera suivie de nombreuses invectives lancées par certains députés du groupe Les Républicains avant que le lendemain plusieurs députés de ce groupe parlementaire fassent part de leur consternation ou même de leur honte.
Il soutient Bruno Le Maire pour la primaire présidentielle des Républicains de 2016. En septembre 2016, il est nommé avec plusieurs personnalités délégué général au projet de la campagne.
Candidat à un troisième mandat lors des élections législatives de juin 2017, il est réélu au second tour avec 51,72 % des voix face à un candidat du Modem.
Il parraine Laurent Wauquiez pour le congrès des Républicains de 2017, scrutin lors duquel est élu le président du parti.
Il est réélu conseiller départemental en juin 2021. En fin d'année, il annonce qu'il ne se représentera pas aux élections législatives suivantes. C'est Romain Daubié qui lui succède.

## Mandats

### Mandats actuels
- Conseiller général puis départemental de l'Ain depuis le 20 mars 2008

### Anciens mandats
- Président du Conseil général de l'Ain du 1er avril 2004 au 20 mars 2008
- Conseiller général :
  - 01/10/1988 - 28/03/1992 : conseiller général de l'Ain
  - 29/03/1992 - 26/03/1998 : conseiller et vice-président du Conseil général de l'Ain
  - 27/03/1998 - 28/03/2004 : conseiller et vice-président du Conseil général de l'Ain

- Maire ou conseiller municipal :
  - 19/06/1995 - 18/03/2001 : maire de Lagnieu
  - 18/03/2001 - 04/2004 : maire de Lagnieu
- Président du Syndicat Intercommunal d'énergie et de e-communication de l'Ain (SIEA)

- Député de la 2e circonscription de l'Ain du 20 juin 2007 au 21 juin 2022.

## Décorations
- Chevalier de la Légion d'honneur (décret du 13 juillet 1998)[12]
- Officier de l'ordre national du Mérite (décret du 7 mai 2007)[13], Chevalier du 22 septembre 1994